# Granville (Vermont)
Granville város az USA Vermont államában, Addison megyében. Lakosainak száma 301 fő (2020. április 1.).
A várost eredetileg Kingstonnak hívták, de 1833-ban átnevezték.
A település lakosai elsősorban az építőiparban dolgoznak, a hagyományos faipar is fejlett.

## Népesség
A település népességének változása:
| Lakosok száma | 101  | 328  | 545  | 726  | 637  | 393  | 247  | 255  | 309  | 301  |
|               | 1790 | 1820 | 1840 | 1870 | 1890 | 1920 | 1940 | 1970 | 1990 | 2020 |